# 34e régiment d’infanterie
Das 34e régiment d’infanterie (34e RI) war ein Verband der französischen Infanterie des Ancien Régime. Das Regiment zeichnete sich in den Revolutionskriegen, in den Kämpfen des Ersten Kaiserreichs, im Ersten Weltkrieg und auch noch im Zweiten Weltkrieg aus. Es existiert heute nicht mehr.
Vor der Einführung der Nummerierung der Regimenter am 1. Januar 1791 führte es in der königlich französischen Armee zuletzt den Namen Régiment d’Angoulême.

## Aufstellung und signifikante Änderungen
- 26. April 1775: Aufstellung als Régiment de Savoie-Carignan durch Abgabe des 2. und des 4. Bataillons des Régiment de Touraine
- 1785: Mit königlicher Anordnung vom 12. November wurde das Regiment an Louis-Antoine de Bourbon, duc d’Angoulême, übereignet, dessen Mutter eine Fürstin von Savoien war.
- 1791: Umbenennung in 34e régiment d’infanterie

- 1793: Erste Heeresreform. Das Regiment wurde als 1er bataillon „ex Angoulême“ zur 67e demi-brigade de bataille und als 2e bataillon „ex Angoulême“ zur 68e demi-brigade de bataille abgestellt. Damit endete zunächst der Regimentsverband und auch die Traditionslinie.

- 1803: Umbenennung der „34e demi-brigade d’infanterie de ligne“[2] in 34e régiment d’infanterie de ligne (de facto Weiterführung der Regimentstradition)

- 1815: Die napoleonische Armee wurde aufgelöst. Das Regiment wurde in „Legion départementale de l’Indre n° 34“ umbenannt.
- Oktober 1820: Umbenennung in „34e régiment d’infanterie“ in Lille
- 1870: im Kampf vernichtet
- 1871: Wiederaufstellung mit Hilfe der Überlebenden und Stationierung in Bayonne
- 1876: Verlegung nach Mont-de-Marsan, wo es bis 1914 bleiben sollte
- 1921: Auflösung, die Tradition wurde durch das 18e régiment d’infanterie weitergeführt.
- 1939: Wiederaufstellung und Verlegung in den Sektor Bas-Rhin der Maginot-Linie
- 21. Juni 1940: Das 1. Bataillon geriet in den allgemeinen Rückzug der Armee und legte am 24. Juni die Waffen nieder.
- Juli 1940: Im Zuge der französischen Kapitulation wurde das Regiment aufgelöst.
- 1945: In Le Verdon-sur-Mer zunächst neu aufgestellt, wurde es jedoch noch im gleichen Jahr wieder aufgelöst.
- 1978: Wiederaufstellung als 34e régiment d’infanterie (Reserveregiment)
- 29. November 1997: Auflösung

## Mestres de camp/Colonels/Chefs de brigade
Mestre de camp war von 1569 bis 1661 und von 1730 bis 1780 die Rangbezeichnung für den Regimentsinhaber und/oder für den mit der Führung des Regiments beauftragten Offizier. Die Bezeichnung „Colonel“ wurde von 1721 bis 1730, von 1791 bis 1793 und ab 1803, „Chef de brigade“ von 1793 bis 1803 geführt. 
Nach 1791 gab es keine Regimentsinhaber mehr.
Sollte es sich bei dem Mestre de camp/Colonel um eine Person des Hochadels handeln, die an der Führung des Regiments kein Interesse hatte, so wurde das Kommando dem „Mestre de camp lieutenant“ (oder „Mestre de camp en second“) respektive dem Colonel-lieutenant oder Colonel en second überlassen. 
- 26. April 1775: Jean-Jacques des Combaux de La Motte, comte de Troussebois-Baillard (Mestre de camp en second)
- 10. März 1788: Jean-Louis de Raffin (Colonel en second)
- 23. April 1789: Armand-Sigismond-Félicité-Marie, comte de Serent (Colonel en second)
- 21. Oktober 1791: Simon-François de Bisson
- 23. November 1791: Louis-Antoine Choin de Montchoisy
- 27. Mai 1792: François-Jean Legrand

[…]
- 1804: Colonel Pierre Dumoustier
- 1806: Colonel Charles-François Remond, genannt Remonda
- 1830: Colonel Louis Marie Charles Hurault de Sorbée
- 1888 bis 1892: Colonel Jean Edmond Dessirier

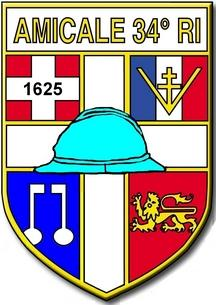
Abzeichen der „Ehemaligen“ des Regiments

- 24. Dezember 1907 bis 21. September 1911: Colonel Noël Jean-Baptiste Henri Alphonse Dumas
- 27. März 1913 bis 13. September 1914: Colonel François Henri Robert Jules Capdepont
- 1914: Colonel Olive
- 1915: Colonel Gladel
- 1915: Colonel Leduc
- 1916: Colonel Meurisse
- 1919: Colonel de Troyat
- 1919 bis 1921: Colonel Wallon
- 1939 bis 1940: Lieutenant-colonel Brocard
- 1945: Lieutenant-colonel Dussarat
- 1945: Lieutenant-colonel Baril
- 1978: Colonel Lafenêtre
- 1982: Colonel Mule
- 1986: Colonel Bonifacj
- 1989: Colonel Garner
- 1992 bis 1994: Colonel Tauzin
- 1994 bis 1996: Colonel Ferrier
- 1996 bis 1997: ?

## Ausstattung der königlichen Armee

### Ordonnanzfahnen

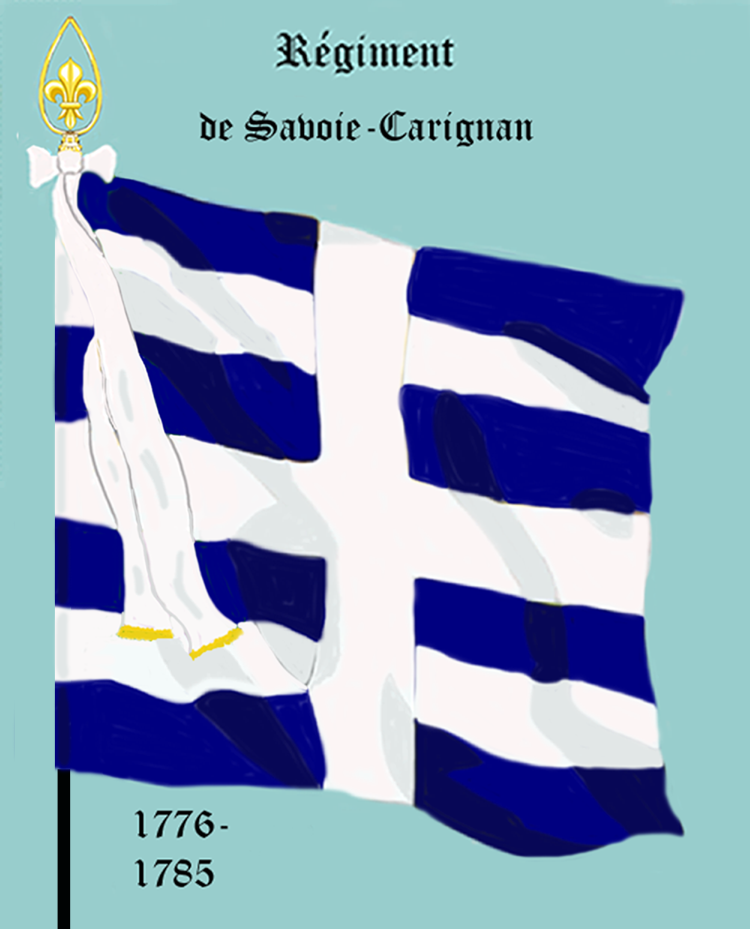
Régiment de Savoie-Carignan 1775 bis 1785
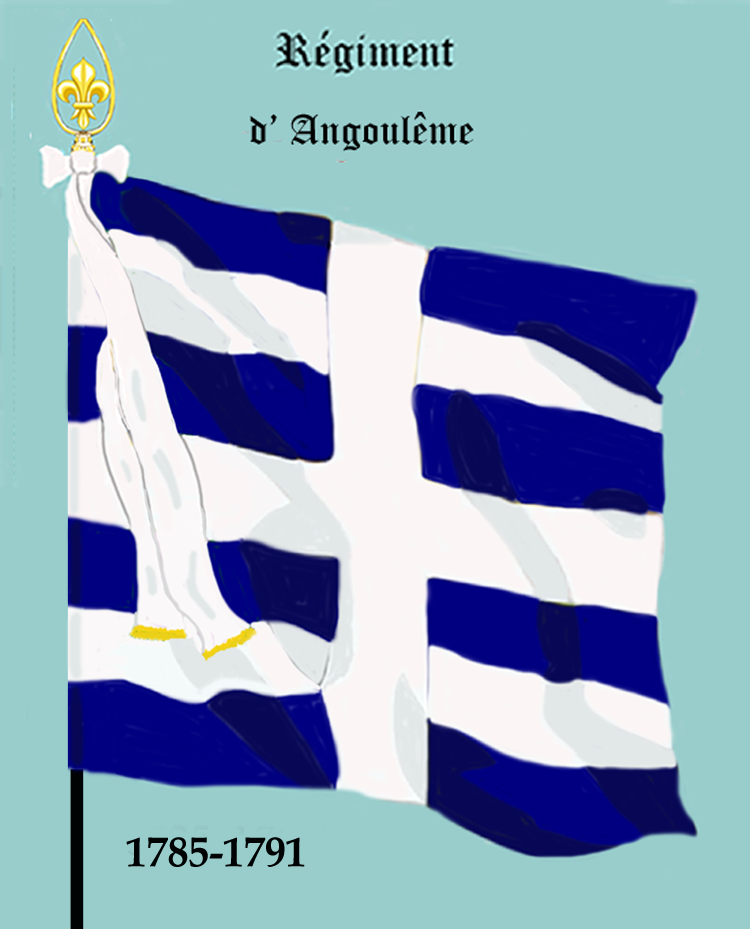
Régiment d’Angoulême 1785 bis 1791
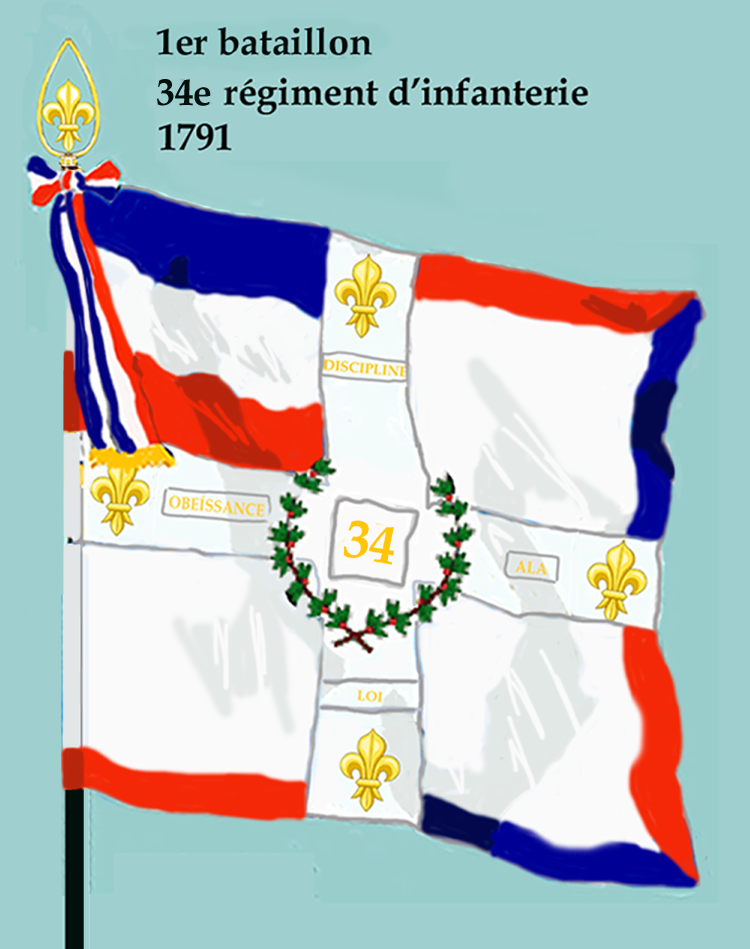
1. Bataillon 1791 bis 1793
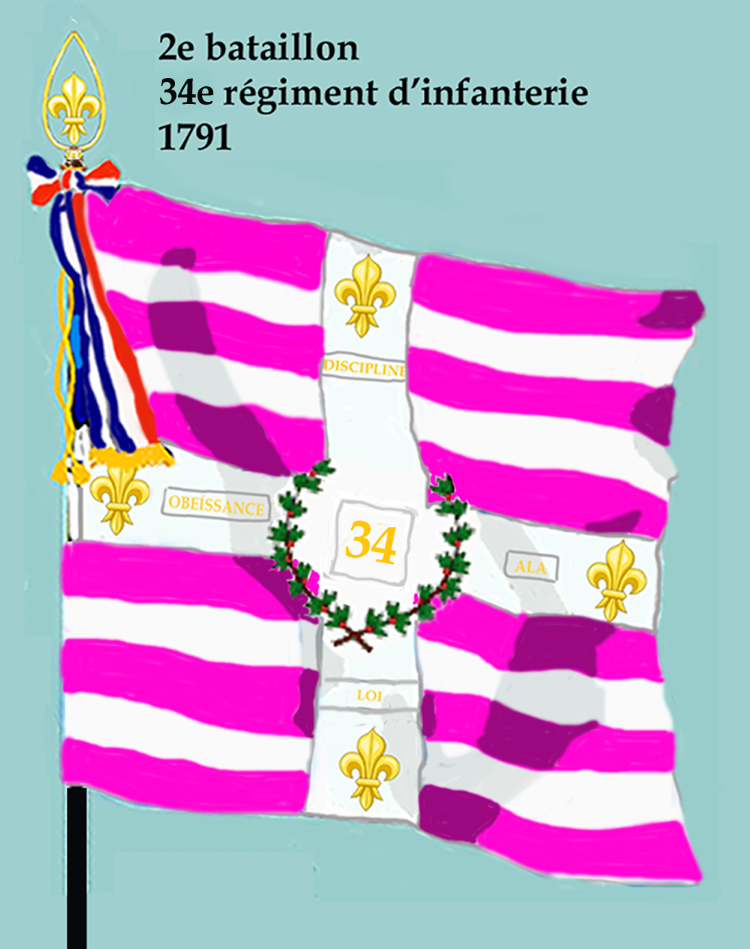
2. Bataillon 1791 bis 1793

### Uniformierung bis 1795

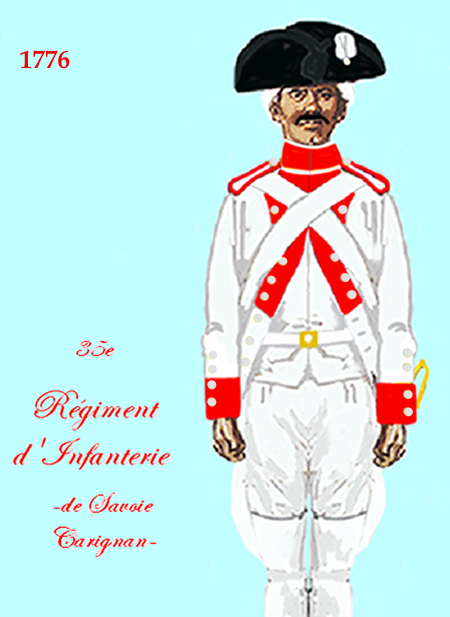
Régiment de Savoie-Carignan de 1775 bis 1779
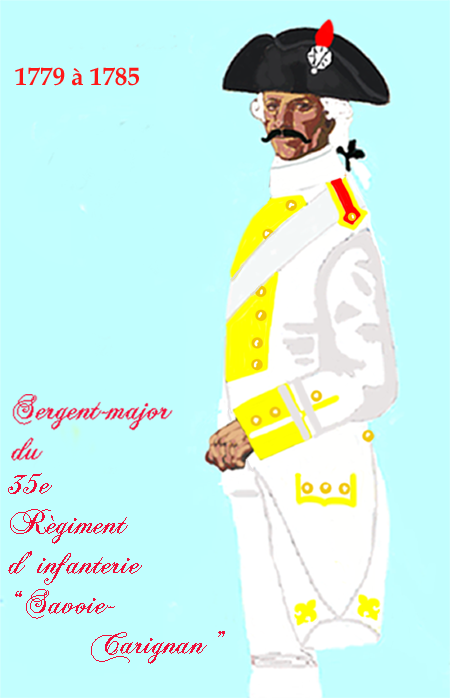
1779 bis 1785
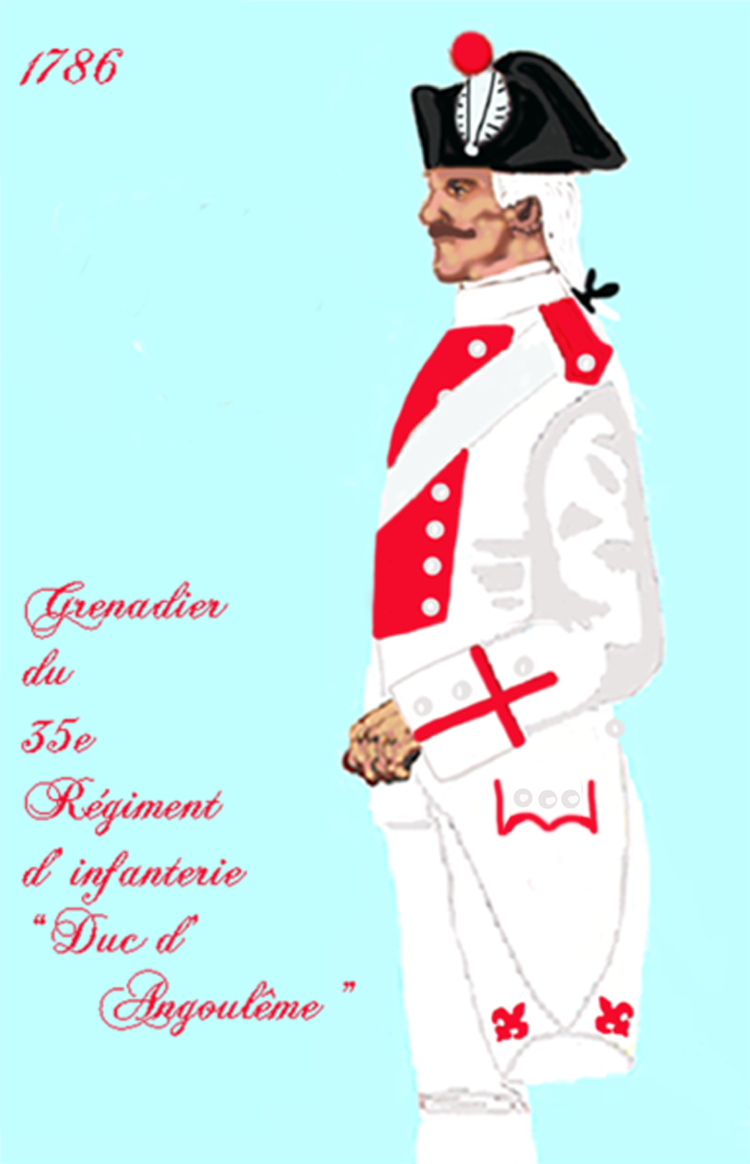
Régiment d’Angoulême 1785 bis 1791
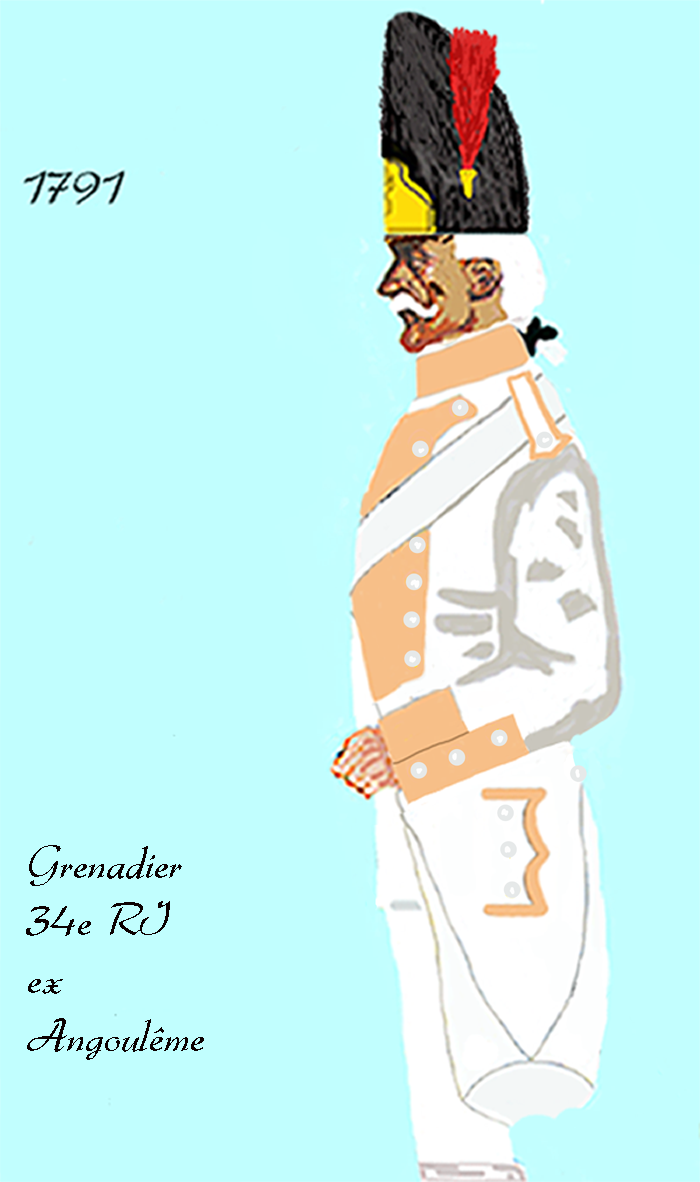
Grenadier des 34e régiment d’infanterie de ligne 1791 bis 1795

## Einsatzgeschichte

### Ancien Régime
Im November 1776 verließ das Regiment seine erste Garnison Castelnaudary und verlegte nach Maubeuge. Es zog dann weiter und lag von Mai bis November 1779 in Granville, Pontorson und Avranches, den folgenden Winter in Aire-sur-la-Lys und Montreuil.
Ein Détachement von 400 Mann wurde 1779 nach Nordamerika geschickt und nahm dort am Amerikanischen Unabhängigkeitskrieg teil. Es kehrte 1783 nach Frankreich zurück.
Im Mai 1780 war das Regiment in Abbeville stationiert und verlegte im Oktober des gleichen Jahres nach Douai. Im Oktober 1781 lag es in Dünkirchen, im Oktober 1783 in Saint-Jean-d’Angély und in Rochefort, im Juli 1784 in Arras und im November 1785 in Aire. „Angoulême“ lag im September 1786 in Saint-Omer, im März 1788 in Cambrai, in Saint-Omer im September des gleichen Jahres, im Mai 1789 in Caen. Das Regiment blieb dann in der unteren Normandie, bis es im April 1792 aufgeteilt und die beiden Bataillone zum Schutz der bedrohten Landesgrenzen separat eingesetzt wurden. Das 1. Bataillon besetzte zunächst erfolgreich Metz und Saarlouis und wurde dann zur Festungsbesatzung von Longwy beordert. Longwy war die erste stark befestigte Stadt, die auf dem Weg der preußischen Truppen in das Innere Frankreichs lag. Auf Druck der Bevölkerung ergab sich die Festung kampflos am 22. August 1792 den Truppen des Herzogs von Braunschweig.

Die Festung Longwy

Das Bataillon wurde von Patrioten daraufhin beschuldigt, sich mit den Bürgern solidarisiert zu haben, die vom Kommandanten das Öffnen der Tore gefordert hatten.
Obwohl es nur ein böses Gerücht war, war der Volkszorn davon überzeugt, dass das Bataillon Verrat geübt, indem es dem Herzog von Braunschweig die Tore geöffnet und geschworen habe, niemals die Waffen gegen den König von Preußen zu erheben. Die nächsten beiden Jahre wurde das unglückliche Bataillon mit Schmach und Schande überhäuft, man wollte es nirgendwo in Garnison haben, weder in Verdun noch in Thionville. Auch das 2. Bataillon blickte verächtlich auf es herab. Schließlich konnte es mit Mühe in Saint-Malo untergebracht werden. Nichtsdestoweniger konnte das eingesetzte Kriegsgericht in einer Untersuchung der Vorgänge in Longwy dem Bataillon nichts Negatives vorwerfen.
- Einsatz auf Martinique

Nachdem im September 1790 das Régiment de Martinique und das „Régiment de Guadeloupe“ auf der Insel gemeutert hatten, wurden am 28. Januar 1791 die 2. Bataillone des „Régiment d’Angoulême“, des Régiment d’Aunis und des Régiment du Rouergue in Brest sowie das Régiment de Poitou in Nantes für Guadeloupe eingeschifft, um die Rebellion zu bekämpfen. „Angoulême“, das „Régiment de Poitou“ und das „Régiment du Rouergue“ weigerten sich, gegen die Meuterer zu kämpfen, und wurden nach Frankreich zurückgebracht.
Schließlich endete die Geschichte des Regiments 1795, als im Zug der Zweiten Zusammenlegung das 1. Bataillon der 58e demi-brigade d’infanterie eingegliedert und dann 1803 zum 58e régiment d’infanterie de ligne wurde. Das 2. Bataillon wurde in die 15e demi-brigade d’infanterie eingegliedert und 1803 zum 15e régiment d’infanterie de ligne umbenannt.
Im Jahre 1803 wurde aus der „85e demi-brigade d’infanterie“, der „125e demi-brigade d’infanterie“ und der „148e demi-brigade d’infanterie“ ein neues Regiment mit der Nummer 34 aufgestellt.

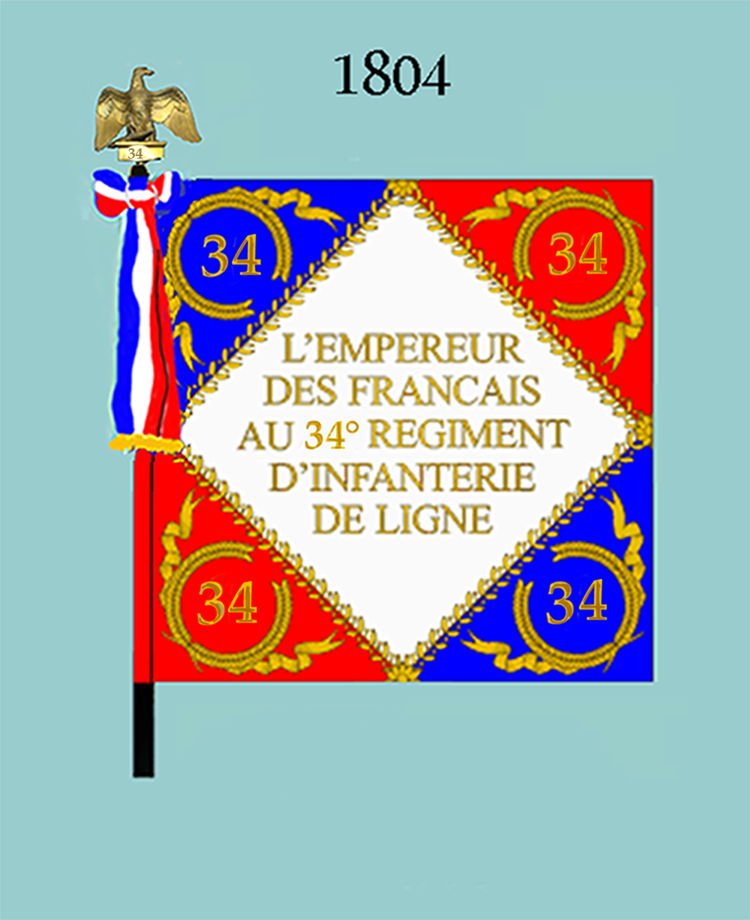
Regimentsfahne 1804 bis 1812

- Einsätze in den Koalitionskriegen

1805: Schlacht bei Austerlitz
1806: Feldzüge in Preußen und in Polen, Gefecht bei Saalfeld, Schlacht bei Jena und Auerstedt
- Spanischer Unabhängigkeitskrieg

1813: Kämpfe in den Pyrenäen, Belagerung von San Sebastián
1814: Schlacht bei Orthez, Kämpfe in Frankreich
1815: Gefechte am Rhein, nach der Abdankung Napoleons aufgelöst und als Légion des Vosges wieder aufgestellt

### Restauration

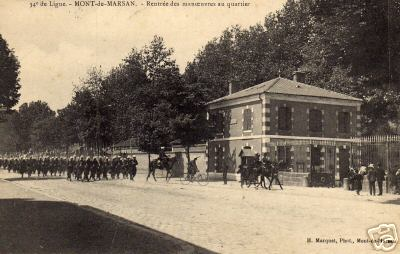
Eingang zur Kaserne des Regiments in Mont-de-Marsan (etwa 1910)

Während der Restauration ergaben sich die folgenden Änderungen:
1820: Umbenennung in 34e régiment d’infanterie de ligne
1823 bis 1828: Französische Invasion in Spanien, Einsatz in Spanien
1830: Mit Anordnung vom 30. September wurde ein viertes Bataillon aufgestellt und so die Mannschaftsstärke auf 3.000 erhöht.
- 1830: Eroberung von Algerien – Einnahme von Algier

### Sardinischer Krieg
- 1859: Schlacht bei Solferino

### Deutsch-Französischer Krieg
- 31. August 1870: Gefecht bei Bazeilles
- 24. November 1870: 2 Kompanien des Regiments bildeten das „44e régiment de marche“ (44. Marschregiment) und waren an den Gefechten bei Chilleurs, Ladon, Boiscommun, Neuville-aux-Bois und Maizières beteiligt.
- 9. Januar 1871: Die beiden Kompanien kämpften in der Schlacht bei Villersexel.

### Erster Weltkrieg
Bei Kriegsbeginn war das Regiment in Mont-de-Marsan stationiert. Es gehörte bis zum Ende der Kampfhandlungen zur 71. Infanteriebrigade in der 36. Infanteriedivision im 18. Armeekorps.
- 1914

24. August: Kämpfe bei Charleroi
29. August: Kämpfe bei Guise
Erste Schlacht an der Marne
September bis Dezember: Stellungskämpfe an der Aisne – auf der Höhe von Craonne und Craonnelle
- 1915

Stellungskämpfe an der Aisne – Chemin des Dames, Hurtebise
- 1916

Mai: Schlacht um Verdun, im Vaux-Chapitre-Wald, im Caillette-Wald, im Fumin-Wald und am Fort Douaumont
Juni bis August: Kämpfe an der Marne
Schlacht an der Somme
- 1917

Kämpfe am Chemin des Dames
- 1918

Kämpfe in der Picardie, bei Verdun und am Chemin des Dames

### Zwischenkriegszeit
1921: Das Regiment wurde aufgelöst.

### Zweiter Weltkrieg
Im Jahre 1939 wurde die Einheit als Festungsinfanterieregiment „Reserve A RIF type Bas-Rhin; Centre Mobilisateur (CMI n° 201)“ wieder aufgestellt und dem Festungsabschnitt Niederrhein im Sektor Erstein zugewiesen. Das Regiment gehörte zur 103. Festungsinfanteriedivision (163e division d’infanterie de forteresse – D.I.F.). Es bestand anfänglich aus zwei Bataillonen, dann nur noch aus zwei Kompanien (der 5. und der 6.).
Am 24. Juni 1940 legten diese die Waffen nieder – im Juli wurde das Regiment aufgelöst.
1945 wurde es in Verdun wieder aufgestellt und nahm im März an den Kämpfen bei Pointe de Grave teil. Dafür erhielt das Regiment das Croix de guerre mit einem silbernen Stern für eine ehrenvolle Erwähnung im Divisionsbefehl verliehen.
Am 2. April 1945 erhielt der Chef de bataillon Baril in Anwesenheit von Général de Gaulle auf dem Place de la Concorde in Paris durch Kriegsminister Diethelm die Regimentsfahne überreicht. Im gleichen Jahr wurde das Regiment aufgelöst.
1978 erfolgte die Wiederaufstellung als Reserveregiment. Am 29. November 1997 wurde es endgültig aufgelöst.

## Regimentsfahne
Auf der Rückseite der Regimentsfahne sind (seit Napoleonischer Zeit) in goldenen Lettern die Feldzüge und Schlachten aufgeführt, an denen das Regiment ruhmvoll teilgenommen hat.

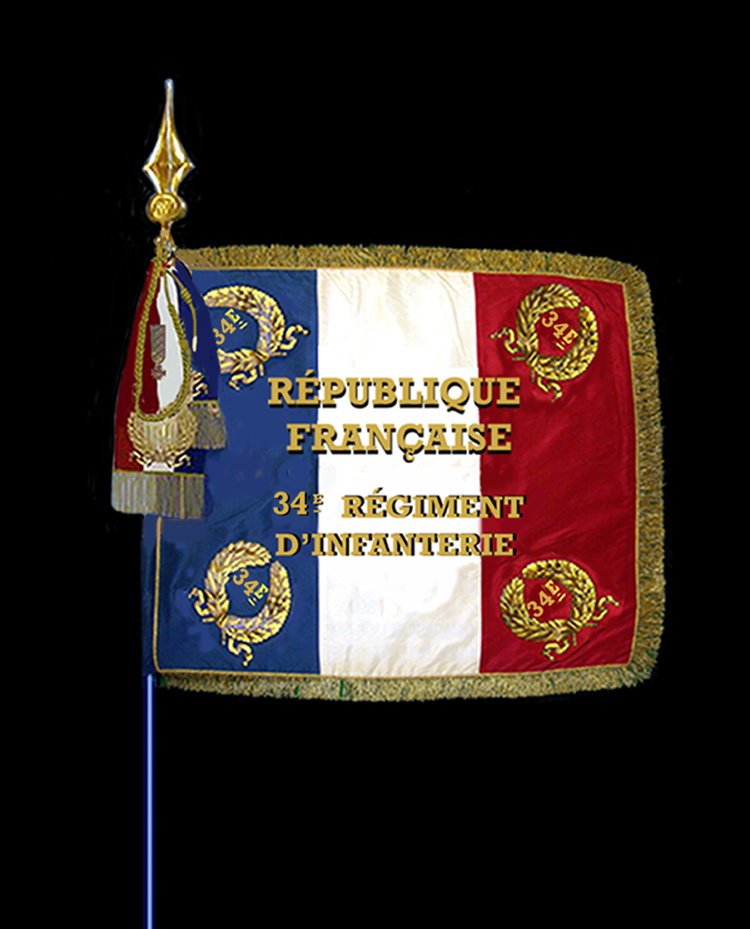
Vorderseite der zuletzt geführte Regimentsfahne
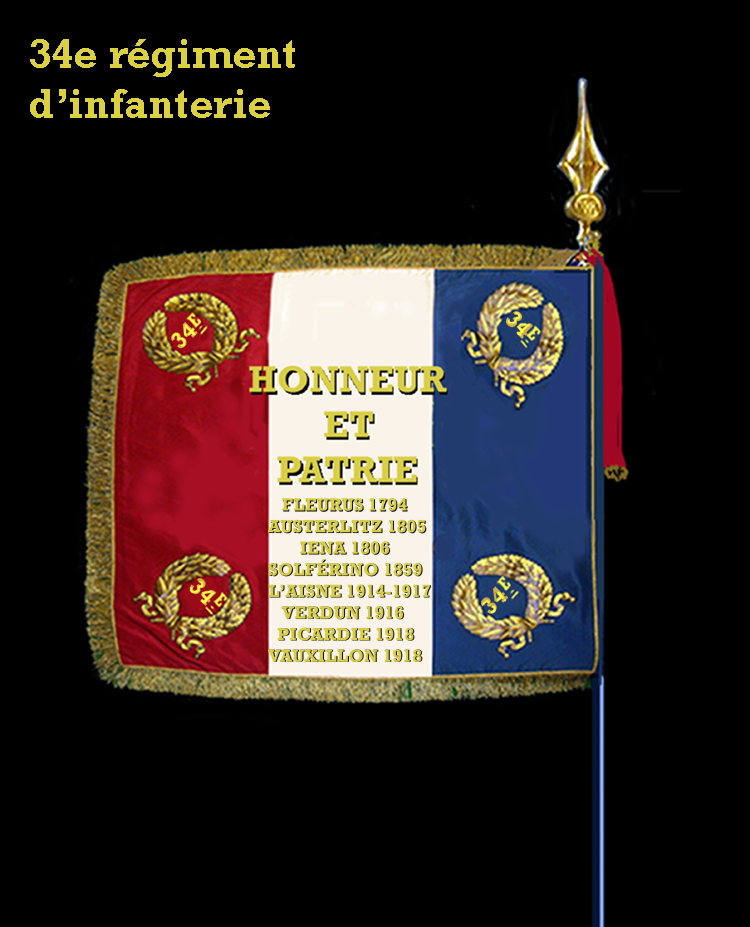
Rückseite der zuletzt geführte Regimentsfahne

## Auszeichnungen
Das Fahnenband ist mit dem Croix de guerre 1914–1918 mit vier Palmenzweigen für viermalige lobende Erwähnung im Armeebericht:
Ferme d’Hurtebise (1915)
Plateau de Californie (1917)
Assainvilliers und Verneuil (1918)
und dem Croix de guerre 1939–1945 mit einem silbernen Stern sowie der Goldmedaille der Stadt Mailand dekoriert.
Angehörige des Regiments haben das Recht, die Fourragère der Médaille militaire zu tragen.

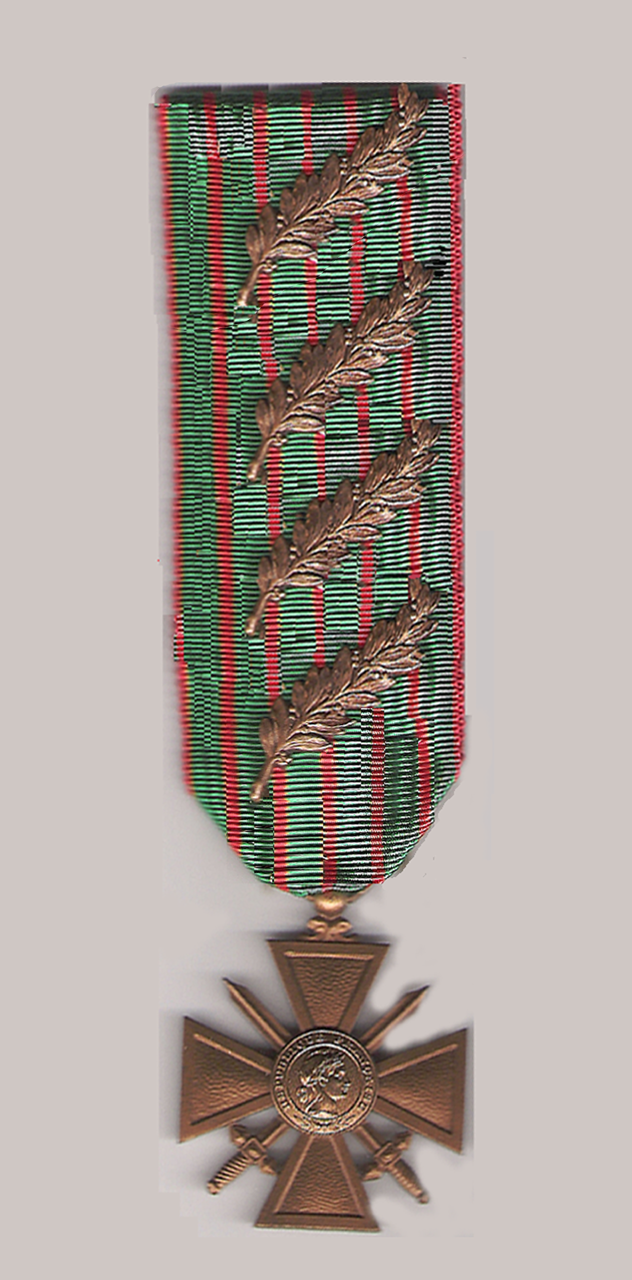
Croix de guerre 1914–1918 mit vier Palmenzweigen für vier lobend Erwähnungen im Armeebericht
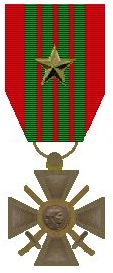
Croix de guerre 1939–1945 mit einem silbernen Stern für eine lobend Erwähnung im Divisionsbericht
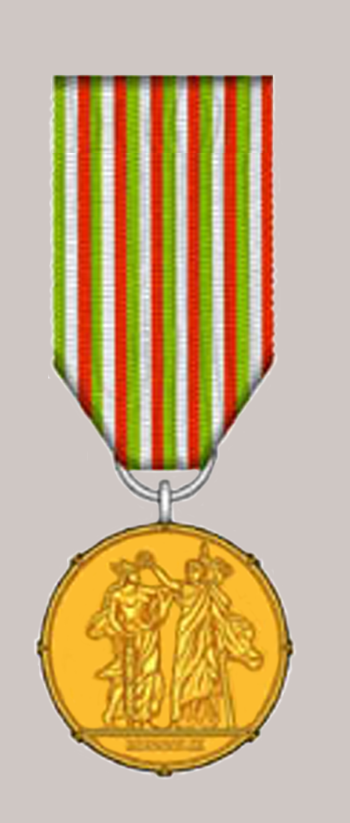
Goldmedaille der Stadt Mailand für die Teilnahme an der Schlacht bei Solferino
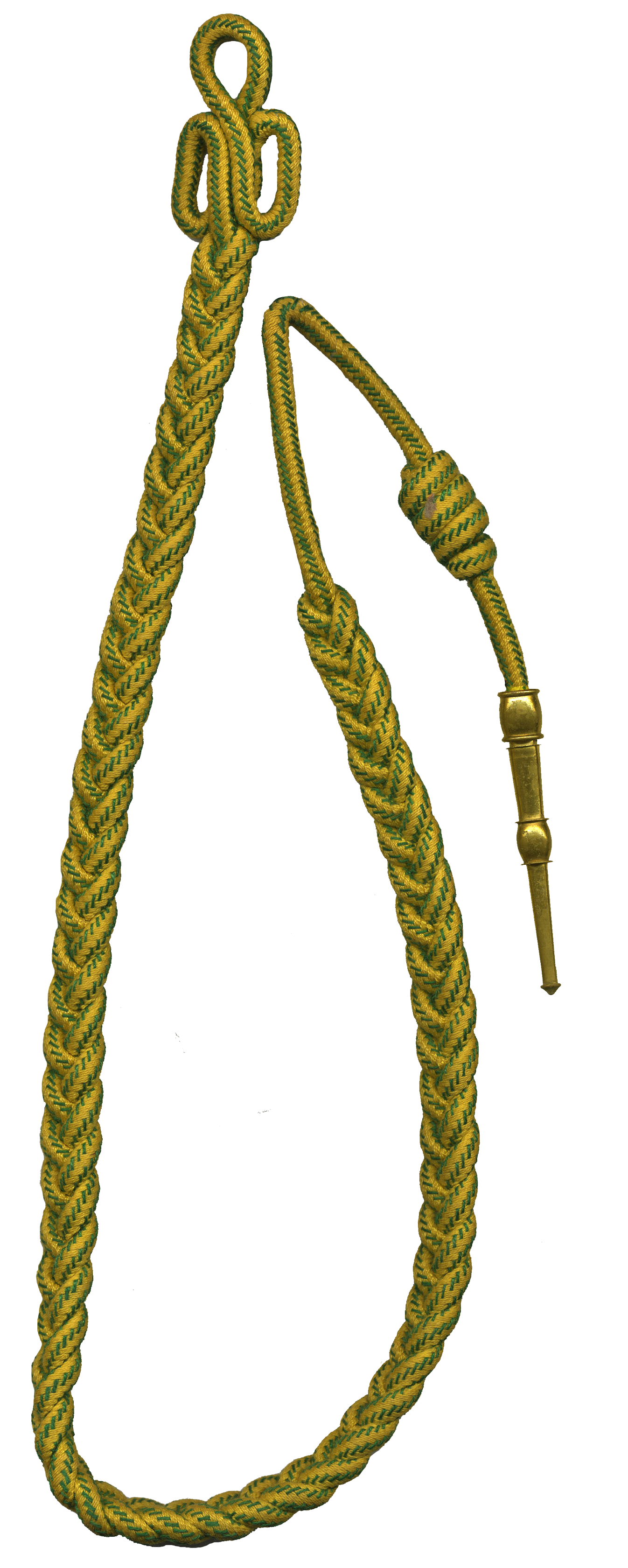
Fourragère der Médaille militaire

## Verbandsabzeichen
Das Abzeichen des Regiments zeigt das weiße Kreuz in rotem Feld als Wappen des Hauses Savoyen. Auf dem Querbalken des Kreuzes findet sich die Zahl 1775 als Aufstellungsdatum der Einheit.